# Robert F. Furchgott
Robert Francis Furchgott (født 4. juni 1916, død 19. maj 2009) var en amerikansk biokemiker, i 1998 modtog han Nobelprisen i fysiologi eller medicin.

## Henvisning
1. ↑  Navnet er anført på svensk og stammer fra Wikidata hvor navnet endnu ikke findes på dansk.
2. ↑  The Nobel Prize in Physiology or Medicine 1998